# Jonas Mayer
Jonas Mayer (* 29. Juni 2004) ist ein österreichischer Fußballspieler.

## Karriere

### Verein
Mayer begann seine Karriere beim FC Pinzgau Saalfelden. Zur Saison 2018/19 wechselte er in die Akademie der SV Ried. Im August 2021 debütierte er für die Amateure der Rieder in der Regionalliga. In der Saison 2021/22 kam er insgesamt zu acht Einsätzen in der dritthöchsten Spielklasse.
Im September 2022 gab der Mittelfeldspieler bei seinem Kaderdebüt für die Profis sein Debüt in der Bundesliga, als er am neunten Spieltag der Saison 2022/23 gegen den FK Austria Wien in der 80. Minute für Julian Turi eingewechselt wurde.

### Nationalmannschaft
Mayer debütierte im September 2021 gegen Tschechien für die österreichische U-18-Auswahl, für die er bis Oktober 2021 fünfmal spielte. Im September 2022 gab er gegen Rumänien sein Debüt im U-19-Team.